# Isoxya somalica
Isoxya somalica là một loài nhện trong họ Araneidae.
Loài này thuộc chi Isoxya. Isoxya somalica được Lodovico di Caporiacco miêu tả năm 1940.